# Крилівська сільська рада (Корецький район)
Кри́лівська сільська́ ра́да — орган місцевого самоврядування в Корецькому районі Рівненської області. Адміністративний центр — село Крилів.

## Загальні відомості
- Крилівська сільська рада утворена в 1940 році.
- Територія ради: 22,875 км²
- Населення ради: 1 600 осіб (станом на 2001 рік)

## Населені пункти
Сільській раді підпорядковані населені пункти:
- с. Крилів

## Склад ради
Рада складається з 16 депутатів та голови.
- Голова ради: Снопок Ольга Степанівна
- Секретар ради: Горкун Галина Филимонівна

### Керівний склад попередніх скликань
| Прізвище, ім'я, по батькові | Основні відомості                                                 | Дата обрання | Дата звільнення |
| --------------------------- | ----------------------------------------------------------------- | ------------ | --------------- |
| Снопок Ольга Степанівна     | Сільський голова, 1961 року народження, освіта вища, позапартійна | 26.03.2006   | 31.10.2010      |
| Снопок Ольга Степанівна     | Сільський голова, 1961 року народження, освіта вища, позапартійна | 31.10.2010   |                 |

Примітка: таблиця складена за даними сайту Верховної Ради України